# 1958 في النرويج
فيما يلي قوائم الأحداث التي وقعت خلال عام 1958 في النرويج.

## سياسة

### تعيين في المنصب
- 1 يناير – آرنه هنري جنسن نائب عضو برلمان النرويج  [لغات أخرى]‏.
- 1 يناير – أوتو داهل عضو برلمان النرويج  [لغات أخرى]‏.
- 1 يناير – أودفار نوردلي نائب عضو برلمان النرويج  [لغات أخرى]‏.
- 1 يناير – أولاف ميسدالشاغين عضو برلمان النرويج  [لغات أخرى]‏.
- 1 يناير – أينار غارهاردسن عضو برلمان النرويج  [لغات أخرى]‏.
- 1 يناير – بيدير ياكوبسن عضو برلمان النرويج  [لغات أخرى]‏.
- 1 يناير – تريغفه براتلي عضو برلمان النرويج  [لغات أخرى]‏.
- 1 يناير – جاكوب مارتن بيترسن عضو برلمان النرويج  [لغات أخرى]‏.
- 1 يناير – جون أندرسن عضو برلمان النرويج  [لغات أخرى]‏.
- 1 يناير – راجنار هورن نائب عضو برلمان النرويج  [لغات أخرى]‏.
- 1 يناير – غونار ألف لارسن نائب عضو برلمان النرويج  [لغات أخرى]‏،عضو برلمان النرويج  [لغات أخرى]‏.
- 1 يناير – غونار ياكوبسن نائب عضو برلمان النرويج  [لغات أخرى]‏.
- 1 يناير – كريستيان إل. هولم عضو برلمان النرويج  [لغات أخرى]‏.
- 1 يناير – كونراد نوردال عضو برلمان النرويج  [لغات أخرى]‏.
- 1 يناير – نيلس كريستين جاكوبسن عضو برلمان النرويج  [لغات أخرى]‏.
- 1 يناير – هانس بيرغ عضو برلمان النرويج  [لغات أخرى]‏.
- 1 يناير – هنري جاكوبسن عضو برلمان النرويج  [لغات أخرى]‏.
- 1 يناير – هنري كارلسن نائب عضو برلمان النرويج  [لغات أخرى]‏.

### انتهاء فترة المنصب
- 10 يناير – غونار ألف لارسن عضو برلمان النرويج  [لغات أخرى]‏.

## رياضة
- 1 يناير – كأس النرويج 1958 الفائز نادي شايد.

## ظهور
- 16 أكتوبر – في جي ليستا

## مواليد

### فبراير
- 4 فبراير – شيل أولا دال كاتب نرويجي.

### مارس
- 30 مارس – بينت براسك سبّاح نرويجي.

### مايو
- 16 مايو – كريستين لوند

### أغسطس
- 1 أغسطس – تور هاكون هولت متزحلق نرويجي.
- 20 أغسطس – ماريوس مولر

### سبتمبر
- 24 سبتمبر – كيم هاوجين ممثل نرويجي.

### أكتوبر
- 1 أكتوبر – روجر رود طائر تزلج نرويجي.
- 2 أكتوبر – أول كريستيان رود
- 9 أكتوبر – مارجون بيورنهولت
- 17 أكتوبر – نيك ساندبرغ لاعب كرة قدم نرويجي.
- 20 أكتوبر – شتاين غران لاعب كرة قدم نرويجي.
- 22 أكتوبر – يان غونار هوف
- 30 أكتوبر – أولاف دالي موسيقي نرويجي.

### نوفمبر
- 16 نوفمبر – آن هولت

### ديسمبر
- 8 ديسمبر – روبرت مود

## وفيات

### يناير
- 8 يناير – ألفرد غوندرسن (مواليد 1892) مصارع هاوي نرويجي.
- 21 يناير – سفين نيلسن (مواليد 1883) سياسي نرويجي.

### فبراير
- 6 فبراير – أولاف إل. اولسن (مواليد 1881) سياسي من الولايات المتحدة الأمريكية.
- 25 فبراير – أول سورينسن (مواليد 1883) رُبّان نرويجي.

### يوليو
- 16 يوليو – بيرغر إريكسن (مواليد 1875) ضابط نرويجي.

### أغسطس
- 11 أغسطس – بير باكن (مواليد 1882)

### أكتوبر
- 5 أكتوبر – نيلس بيرتيلسن (مواليد 1879) متسابق يخت نرويجي.
- 31 أكتوبر – تشارلز روبرتسون (مواليد 1875)

### نوفمبر
- 5 نوفمبر – غونار لارسن (مواليد 1900) كاتب نرويجي.

### ديسمبر
- 31 ديسمبر – غودرون رود (مواليد 1882)